# Duna (román)

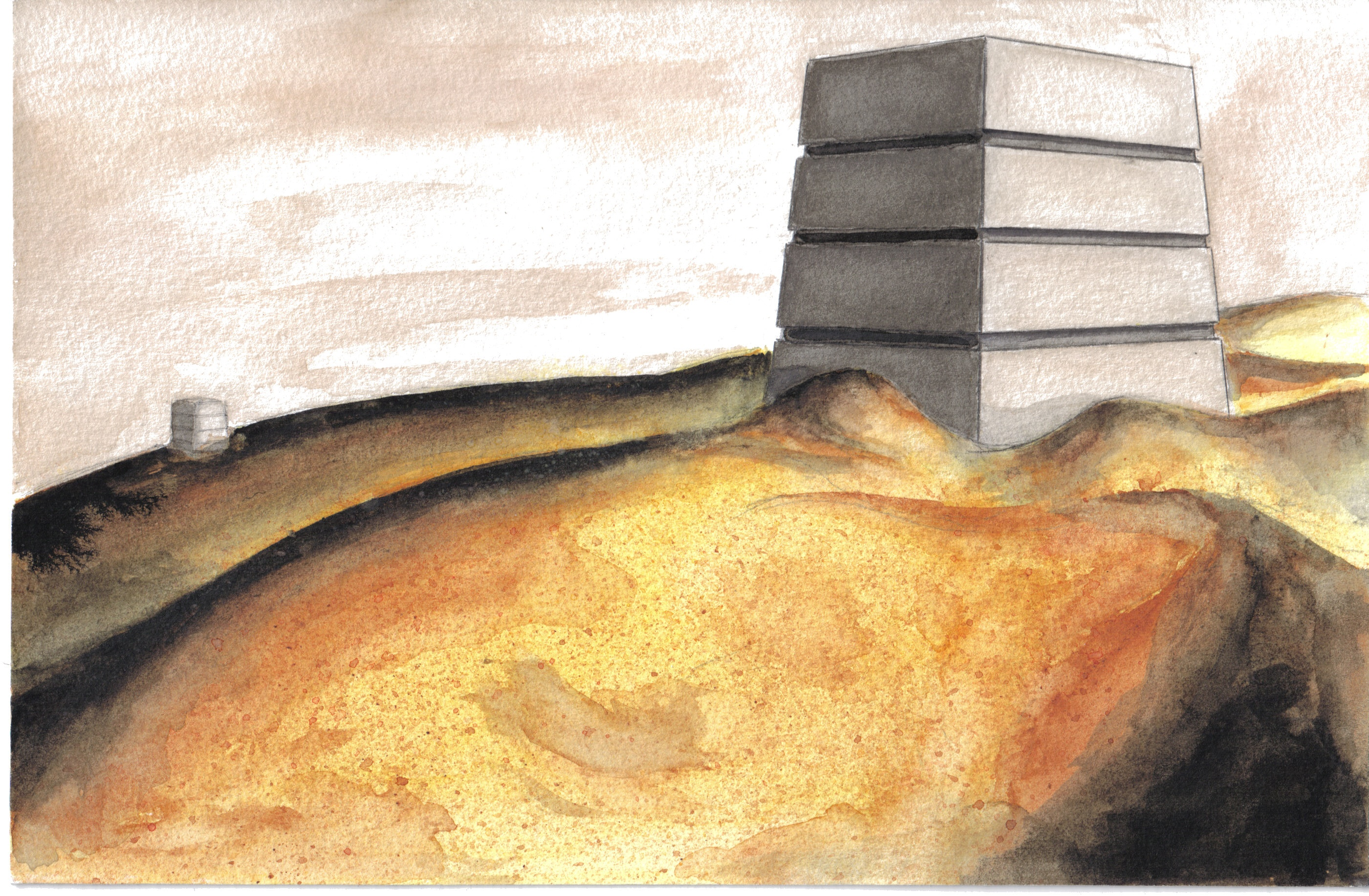
Obrázek planety Arrakis

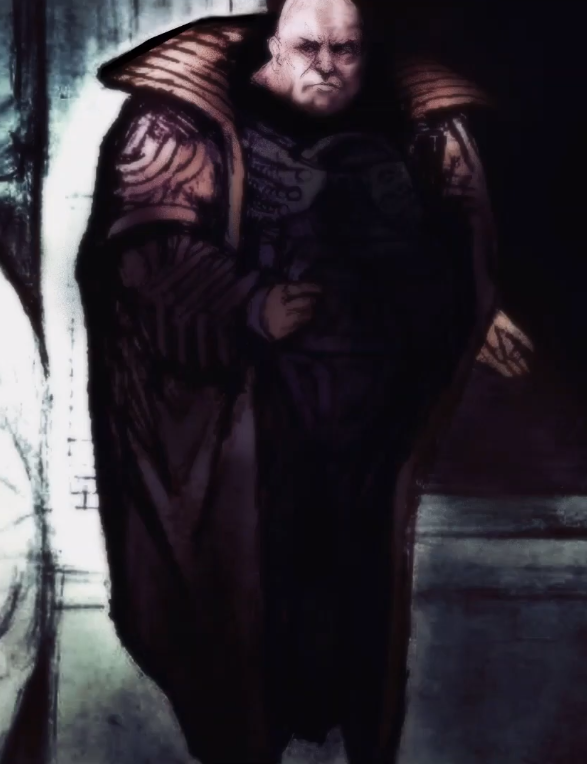
Baron Harkonnen

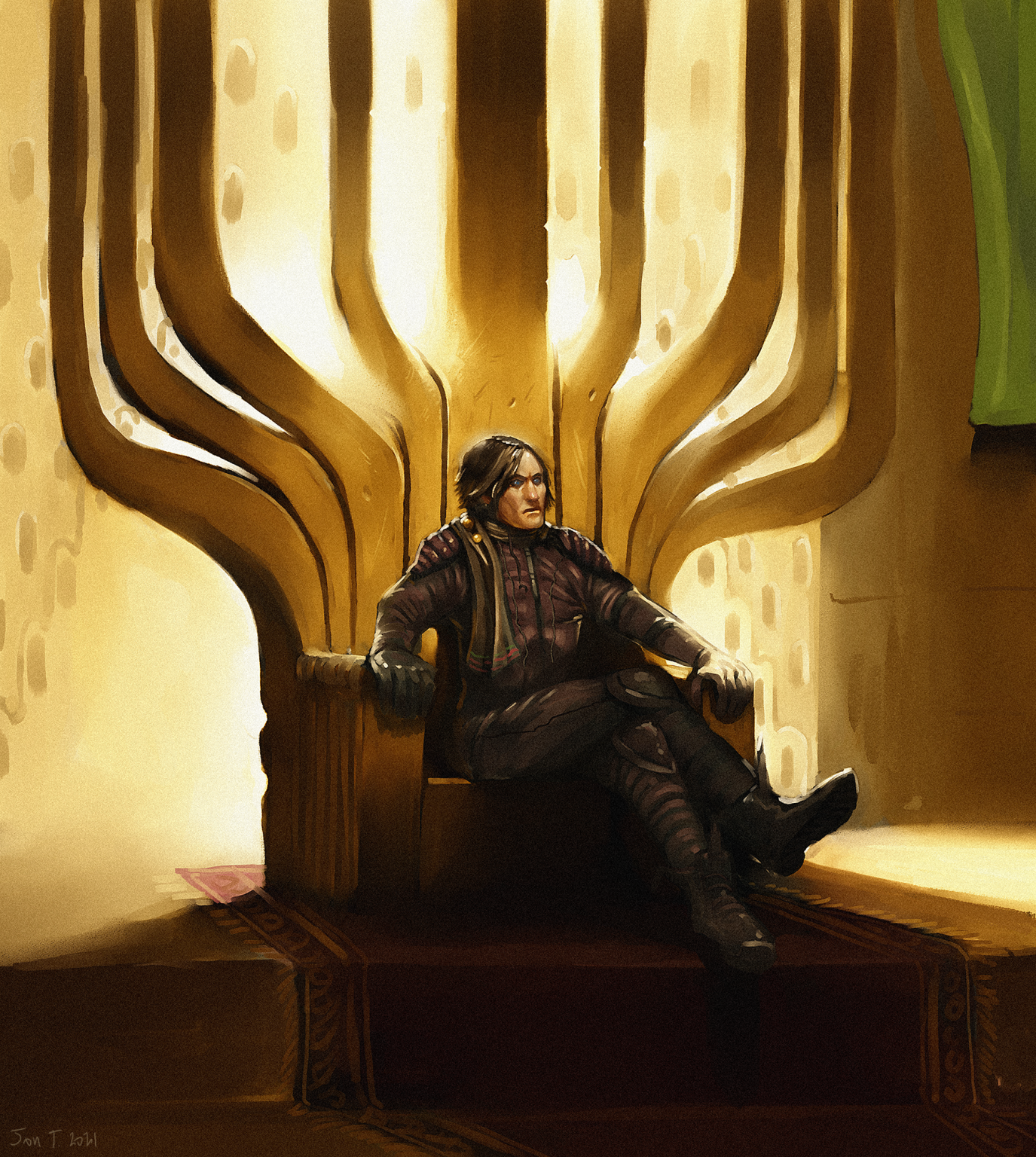
Paul Atreid

Duna (v originále Dune [d(j)uːn], 1965) je nejznámější román amerického spisovatele Franka Herberta, vyprávějící o vesmírném Impériu a pouštní planetě Arrakis, zvané Duna, na níž se nachází melanž, vzácné koření, prodlužující lidský život a poskytující jeho uživateli mimořádné psychické schopnosti. Jedná se o kultovní dílo světové science fiction, které vyhrálo prestižní ceny Nebula a Hugo.
Série Duna se dočkala dalších pěti dílů, práci na dalším pokračování zastavila smrt spisovatele roku 1986. V současnosti v díle pokračuje Herbertův syn Brian spolu se známým spisovatelem sci-fi Kevinem J. Andersonem.
Román Duna byl třikrát zfilmován, poprvé roku 1984 Davidem Lynchem, podruhé v roce 2000 Johnem Harrisonem. Druhé zpracování se natáčelo na Barrandově jako televizní seriál a objevila se v něm celá řada českých herců. Třetí zpracování má na svědomí Denis Villeneuve – režisér science fiction filmů jako Příchozí nebo pokračování filmu Ridleyho Scotta Blade Runner 2049. Vydání filmu bylo původně naplánováno na konec roku 2020, ale zpozdilo se přičiněním pandemie covidu-19. Film měl premiéru následující rok na 78. mezinárodním filmovém festivalu v Benátkách 3. září 2021, před jeho mezinárodní premiérou 15. září 2021. Druhá část filmu šla do kin 29. února 2024. 

## Příběh
Děj románu se odehrává v daleké budoucnosti – asi 21 000 let od 20. století – avšak je počítán ve zvláštním kalendáři, který začíná založením Kosmické gildy. Na počátku tedy vstupujeme do roku 10 191, kdy lidé opustili planetu Zemi a vytvořili galaktické Impérium; tomu vládne padišáh imperátor Shaddam Corrino IV. a spolu s ním ovládají vesmír vznešené velkorody. Nejvzácnější látkou ve vesmíru je melanž, koření, které prodlužuje lidský život, zlepšuje zdraví a poskytuje uživateli zvláštní psychické schopnosti. Melanž se nachází jen na pouštní planetě Arrakis, kde je v drsných podmínkách nesmírně obtížně sbírána v poušti. Jediní, kdo dokážou trvale přežít v hluboké poušti, jsou domorodí obyvatelé fremeni, náboženští poutníci, kteří na planetu uprchli před mnoha generacemi.
Melanž je využívána navigátory Kosmické gildy, která má monopol na vesmírnou dopravu a využívá oranžový plyn z koncentrovaného koření k tomu, aby navigátoři mohli „ohýbat prostor“, najít bezpečnou cestu v nadsvětelných rychlostech a dopravovat se tak mezi hvězdnými systémy.
Koření rovněž potřebuje mocné Sesterstvo Bene Gesserit, které kříží genové linie lidí za účelem vypěstování Kwisatze Haderacha, vesmírného nadčlověka, jehož pomocí by Sesterstvo mohlo ovládnout Impérium. Na koření jsou závislé i miliardy obyvatel Impéria, protože koření je vysoce návyková droga.
Rodinné dynastie, která vládnou planetě nebo planetárnímu systému, přebírají právo vládnutí v podobě léna, které jim předává císař. Hlavní rody jsou: vládnoucí Corrinové, čestní Atreidi a krutí Harkonneni. Imperátor se obává vlivu mocného velkorodu Atreidů, a tak využije jejich úhlavních nepřátel, rodu Harkonnenů, ke lsti. Vévodovi Leto Atreidovi je svěřena správa nad planetou Arrakis a tedy i těžba vzácného koření. Na planetu však udeří armády Harkonnenů a sardaukarů, fanatických imperiálních legií. Vévoda Leto je zabit a Atreidové poraženi, avšak vévodův syn Paul a jeho matka Jessica uprchnou do pouště. 
Fremeni se Paula a Jessici ujmou, neboť v Paulovi vidí svého proroka. Paul a jeho matka, benegesseritská sestra, naučí fremeny tajuplnému způsobu boje a pod Paulovým vedením po čase zastaví harkonnenskou těžbu koření pod vedením zákeřného barona Vladimira Harkonnena. Pobouřený imperátor se tedy vydává na Arrakis, aby nepokoje urovnal. Paul mezitím podstoupí zkoušku předávkování nejčistší kořennou esencí a odhalí, že on je Kwisatz Haderach. Během písečné bouře fremeni zaútočí na hlavní město Arrakén a poté za použití zakázaných atomových zbraní rozpoutají bitvu s imperiálními legiemi. Ty jsou brzy poraženy, baron Harkonnen je zabit a imperátor padne do zajetí. Paul se stává imperátorem a založí svůj vlastní kult jako božího proroka.

## Citát
| „               | Na počátku je objev něčeho, čemu nerozumíme. | “ |
| — Frank Herbert |                                              |   |

## Česká vydání
Román vyšel v češtině několikrát: v roce 1988 od nakladatelství Svoboda (edice Omnia), s doslovem Ondřeje Neffa, a v roce 1999 v nakladatelství Baronet.